# Grażyna Bystrzejewska-Piotrowska
Grażyna Elżbieta Bystrzejewska-Piotrowska (zm. 9 października 2021) – polska biolog, dr hab.

## Życiorys
Obroniła pracę doktorską, 20 lutego 2012 habilitowała się na podstawie pracy zatytułowanej Pobieranie i akumulacja radiocezu (137Cs) i cezu stabilnego u roślin i grzybów. Została zatrudniona na stanowisku starszego wykładowcy i kierownika w Pracowni Izotopowej na Wydziale Biologii Uniwersytetu Warszawskiego.

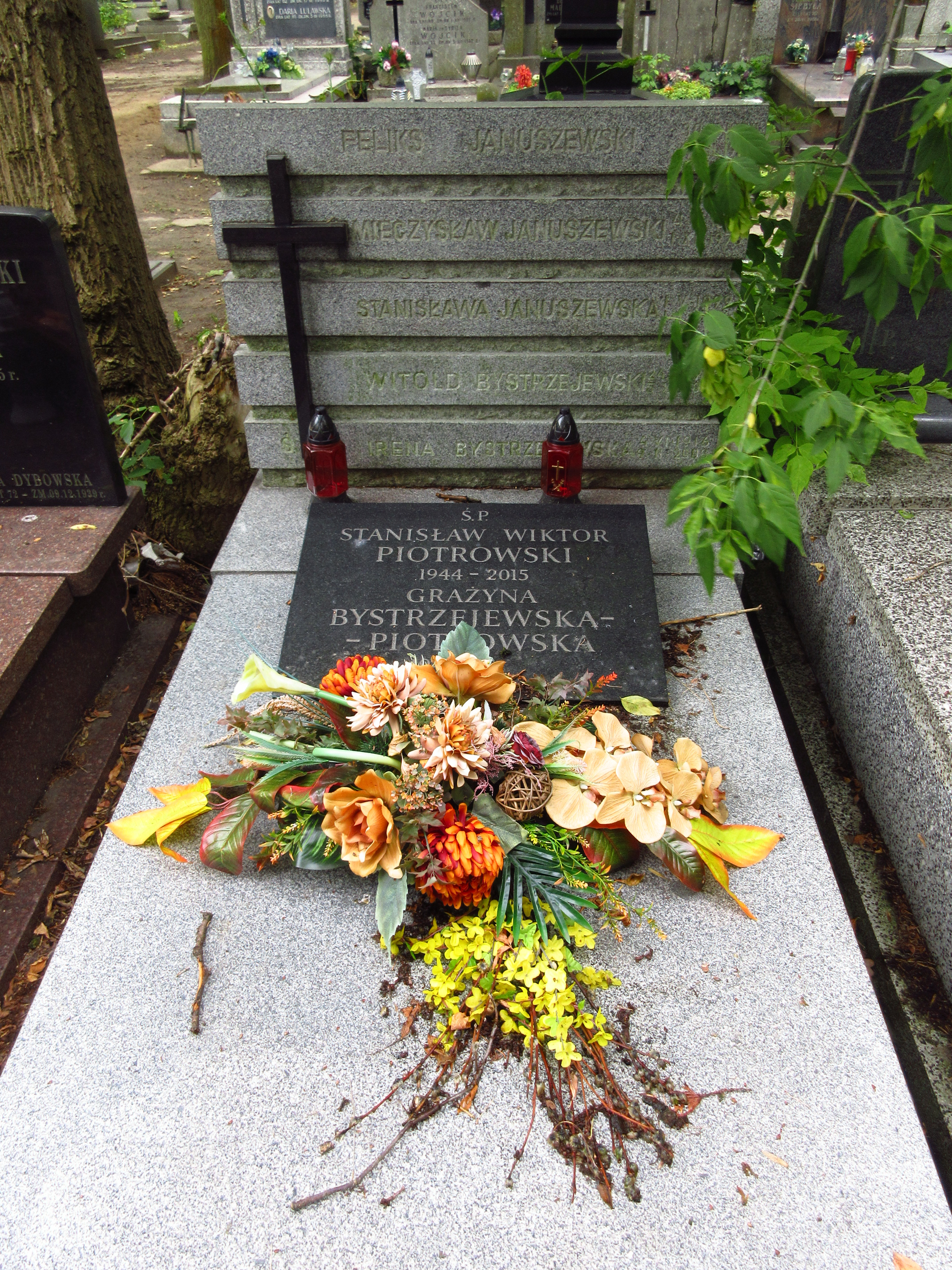
Grób profesor Grażyny Bystrzejewskiej-Piotrowskiej na Cmentarzu Bródnowskim.

Zmarła 9 października 2021, pochowana na Cmentarzu Bródnowskim (kwatera 110P-2-32).

## Odznaczenia
- Złoty Krzyż Zasługi (2011)[3]